# 田畑輝樹
田畑 輝樹（たばた てるき、1979年4月16日 - ）は、元プロサッカー選手、元ビーチサッカー選手であり、元ビーチサッカー日本代表であった。現在はビーチサッカー日本代表監督を務める。
以前はサッカー選手としてアルビレックス新潟、かりゆしFC、FC琉球、静岡FCに所属し、2005年引退。その後はビーチサッカーに活動の場を移す。2016年11月9年在籍した東京レキオスBSを退団し2017年4月ヴィアティン三重BSに所属 監督兼選手を務める。FIFAビーチサッカーワールドカップに8度出場。ビーチサッカー日本代表ではフィールドプレーヤーとしては初めて国際Aマッチ100試合を達成した。2021年時点ではビーチサッカー日本代表のフィールドプレーヤーとして国際Aマッチ出場数最多記録保持者。2020年7月ビーチサッカー日本代表コーチに就任し代行監督も兼務へ。
2021年FIFAビーチサッカーW杯ロシア大会では代行監督を務め史上初の準優勝へと導いた。
2023年8月には立ち上げ当初から6年在籍したヴィアティン三重BSを退団。退団後は日本サッカー協会ビーチサッカーナショナルコーチングスタッフに専念。
2024年5月にビーチサッカー日本代表監督就任。

## 来歴
鹿児島実業高等学校では高校選手権。高円宮杯、インターハイ、国民体育大会に出場した。元サッカー日本代表であり現在ガンバ大阪トップチームのコーチを務める遠藤保仁とは同級生である。
高校卒業後の1998年にアルビレックス新潟へ入団。ヴェルディ川崎とのチャレンジマッチ98がデビュー戦となった。その後の試合からスタメンを奪取してトップチームに定着した。
1999年7月から踵の痛みが引かず、インステップでボールを蹴れない状態。
シーズン途中の手術に踏み切り右踵の手術を受ける（踵骨（しょうこつ）とアキレスけんの中間にある三角骨障害で、同骨の一部を削る。手術は30分ほどだが、リハビリは約3カ月）。スタメン出場のFC東京戦（後半キャプテンの木澤と交代）と次節のヴァンフォーレ甲府戦（イエローカード2枚で退場）の36試合中2試合のみ。それ以後の出場はヤマザキナビスコカップの柏レイソルとの2試合だけと1年を過ごした。1998年に引き続き、新潟はオフシーズンに大量解雇をしたが、その中に田畑の名も入っており、戦力外通告となった。
2000年かりゆしFC入団。社会人選手権、国民体育大会 選抜、ビーチサッカー世界選手権欧州大会（リスボン）ポルトガル遠征。九州リーグ全勝。日本フットボールリーグ昇格をかけた全国地域サッカーリーグ決勝大会では、初戦敗退。この年に右膝前十字靭帯断裂、選手生命を危ぶまれる大怪我をしたが手術とリハビリのかいあって完全復活を果たす。沖縄県3部リーグからスタート。全勝し、飛び級で1部へ昇格。チーム発足時の一人である。
全国地域サッカーリーグ決勝大会出場の為、レンタル移籍。2007年ビーチサッカーチームレキオスFCに入団。キャプテンを務める。全国ビーチサッカー大会3連覇。2010年準優勝。
2009年の2月から東京にも進出。チーム名も東京レキオスBSに変更。 2010年全国ビーチサッカー大会は目標にしてた4連覇を果たせず準優勝。翌年、2011年全国ビーチサッカー大会は優勝し、王者に返り咲く。この大会では得点を量産し得点王になっている。全国各地のイベントや大会に呼ばれ、ビーチサッカー教室、サッカー教室の講師としても活動している。またビーチクリーンなどの活動を通じてECO活動にも積極的に取り組んでいて、NPO法人グローバル・スポーツ・アライアンス（GSA）のナビゲーターも務める。
2011年3月第1回ビーチサッカー世界クラブ選手権で優勝し世界一となったCRヴァスコ・ダ・ガマからオファーが届く。2011年5月第1回COPA BRASIL 2011 Manaus（ビーチサッカーブラジル選手権）CRヴァスコ・ダ・ガマのメンバーとして日本人初の出場を果たし、準優勝に貢献。チームメイトには元ブラジル代表のエジムンド、ビーチサッカーブラジル代表のジョルジーニョなどもいる。2012年5月ビーチサッカー日本代表でブラジル遠征の際、第2回ビーチサッカー世界クラブ選手権に出場するACミランの練習に参加。
　2017年4月ヴィアティン三重ビーチサッカーチームを発足。ヴィアティン三重BSでは監督兼選手を務める。
2020年7月、ビーチサッカー日本代表のコーチに就任、代行監督も兼務。
2019年限りで代表を引退し指導者の道へ、ビーチサッカー日本代表コーチを務め、2021年ビーチサッカーワールドカップロシア大会では監督が選手兼任だったこともあり、大会では監督登録となり、代行監督として初めて指揮を執った。そして、ビーチサッカーワールドカップ史上初のメダル獲得と準優勝に大きく貢献した。
　JFAビーチサッカー巡回クリニックでは講師として全国各地の地域を周り、普及・育成・強化を行なっている。
　JFAこころのプロジェクトでは夢や目標を持つことの素晴らしさ、それに向かって努力することの大切さ、フェアプレーや助け合いの精神を、子どもたちと語り合い、触れ合いながら伝えていく「夢先生」として社会貢献活動も行っている。
2023年8月31日をもって6年在籍したヴィアティン三重BSを退団。退任後は日本サッカー協会ナショナルコーチングスタッフに専念。
2024年2月ビーチサッカーワールドカップUAE2024終了後、ナショナルコーチングスタッフを契約満了となり退任することとなった。
2024年5月にはビーチサッカー日本代表監督就任。

## ビーチサッカー日本代表
2007年にビーチサッカーを始めて3か月でビーチサッカー日本代表に招集。デビュー戦の中国戦ではハットトリックを決める活躍。その後は監督交代があってもビーチサッカー日本代表に入り続けている。2009年FIFAビーチサッカーワールドカップではヨーロッパ王者のスペイン戦でゴールを決めるなど活躍。予選では得点ランキングに名を連ねている。
連続8度のFIFAビーチサッカーワールドカップに出場。
2017年FIFAビーチサッカーワールドカップ バハマ大会では初戦のポーランド戦で代表国際Aマッチ100試合を達成しビーチサッカーではGKに続いて２人目、フィールドプレーヤーとしては初であった。
2021年FIFAビーチサッカーワールドカップロシア大会では代行監督として指揮を取り、史上初のメダル獲得と準優勝に大きく貢献。
2024年5月にはビーチサッカー日本代表監督に就任。

## 所属クラブ
- 鹿児島実業高等学校
- アルビレックス新潟
- 沖縄かりゆしFC
- FC琉球
- 静岡FC
- レキオスFC
- 東京レキオスBS
- CRヴァスコ・ダ・ガマ
- ヴィアティン三重BS

## 個人成績
| 国内大会個人成績 | 国内大会個人成績 | 国内大会個人成績 | 国内大会個人成績 | 国内大会個人成績             | 国内大会個人成績 | 国内大会個人成績 | 国内大会個人成績  | 国内大会個人成績 | 国内大会個人成績 | 国内大会個人成績 | 国内大会個人成績 |
| 年度             | クラブ           | 背番号           | リーグ           | リーグ戦                     | リーグ戦         | リーグ杯         | リーグ杯          | オープン杯       | オープン杯       | 期間通算         | 期間通算         |
| 年度             | クラブ           | 背番号           | リーグ           | 出場                         | 得点             | 出場             | 得点              | 出場             | 得点             | 出場             | 得点             |
| 日本             | 日本             | 日本             | 日本             | リーグ戦                     | リーグ戦         | リーグ杯         | リーグ杯          | 天皇杯           | 天皇杯           | 期間通算         | 期間通算         |
| ---------------- | ---------------- | ---------------- | ---------------- | ---------------------------- | ---------------- | ---------------- | ----------------- | ---------------- | ---------------- | ---------------- | ---------------- |
| 1998             | 新潟             |                  | 旧JFL            |                              |                  |                  |                   |                  |                  |                  |                  |
| 1999             | 新潟             | 13               | J2               | 2                            | 0                | 1                | 0                 |                  |                  |                  |                  |
| 通算             | 日本             | 日本             | J2               | 2                            | 0                | 1                | 0\|\|\|\|\|\|\|\| |                  |                  |                  |                  |
| 通算             | 日本             | 日本             | 旧JFL            | \|\|\|\|\|\|\|\|\|\|\|\|\|\| |                  |                  |                   |                  |                  |                  |                  |
| 総通算           | 総通算           | 総通算           | 総通算           | \|\|\|\|\|\|\|\|\|\|\|\|\|\| |                  |                  |                   |                  |                  |                  |                  |

## 代表歴
- 2007年ビーチサッカー日本代表　アジア予選（ドバイ）準優勝
- 2007年ビーチサッカー日本代表　FIFA Beach Soccer World Cup Rio de Janeiro
- 2008年ビーチサッカー日本代表　アジア予選（ドバイ）準優勝
- 2008年ビーチサッカー日本代表　FIFA Beach Soccer World Cup Marseille
- 2009年ビーチサッカー日本代表　アジア予選（ドバイ）優 勝
- 2009年ビーチサッカー日本代表　FIFA Beach Soccer World Cup Dubai  ベスト8
- 2010年ビーチサッカー日本代表　第2回アジアビーチゲーム　（オマーン）
- 2010年ビーチサッカー日本代表 国際親善試合　対 イラン代表（沖縄）
- 2011年ビーチサッカー日本代表　アジア予選（オマーン）優 勝
- 2011年ビーチサッカー日本代表　FIFA Beach Soccer World Cup Ravenna2011
- 2012年ビーチサッカー日本代表　第3回アジアビーチゲームズ　（中国）
- 2012年ビーチサッカー日本代表 SAMSUNG BEACH SOCCER INTERCONTINENTAL CUP DUBAI 2012(ドバイ）
- 2013年ビーチサッカー日本代表　アジア予選（カタール.ドーハ）準優勝
- 2013年ビーチサッカー日本代表 国際親善試合　対 スイス代表（東京）
- 2013年ビーチサッカー日本代表　FIFA Beach Soccer World Cup Tahiti  ベスト8
- 2015年ビーチサッカー日本代表　アジア予選（カタール.ドーハ）準優勝
- 2015年ビーチサッカー日本代表 国際親善試合　対 アメリカ代表（沖縄）
- 2015年ビーチサッカー日本代表　FIFA Beach Soccer World Cup Espinho（ポルトガル）ベスト8
- 2016年ビーチサッカー日本代表 国際親善試合　対 タヒチ代表　(兵庫）
- 2016年ビーチサッカー日本代表　第５回アジアビーチゲームズ（ベトナム）　優勝
- 2016年ビーチサッカー日本代表 Super Cup of Nations　　（ブラジル）準優勝
- 2017年ビーチサッカー日本代表 国際親善試合　対 ドイツ代表（沖縄）
- 2017年ビーチサッカー日本代表 FIFA Beach Soccer World Cup Bahamas（バハマ）
- 100試合出場 - 2017年4月28日 FIFA Beach Soccer World Cup Bahamas vsポーランド戦（National Beach Soccer Arena）
- 2019年ビーチサッカー日本代表　AFCビーチサッカー選手権タイ2019  アジア予選（タイ）優勝
- 2019年ビーチサッカー日本代表　FIFA Beach Soccer World Cup Luque  ベスト４
- 2021年ビーチサッカー日本代表　FIFA Beach Soccer World Cup Moscow  監督代行　準優勝
- 2023年ビーチサッカー日本代表　AFCアジアカップ　準優勝
- 2024年ビーチサッカー日本代表　FIFA Beach Soccer World Cup Dubai ベスト8
- 2025年ビーチサッカー日本代表　AFCアジアカップ　3位
- 2025年ビーチサッカー日本代表　FIFA Beach Soccer World Cup  Seychelles2025 ベスト8

## タイトル
- 2007年 第2回 全国ビーチサッカー大会（沖縄）　優勝　（レキオスFC）
- 2008年 第3回 全国ビーチサッカー大会（沖縄）　優勝　（レキオスFC）
- 2010年 第5回 全国ビーチサッカー大会（沖縄）　準優勝　（東京レキオスBS）
- 2011年 第1回 COPA BRASIL 2011 Manaus（ビーチサッカーブラジル選手権）　準優勝　（CRヴァスコ・ダ・ガマ）
- 2011年 第6回 全国ビーチサッカー大会（熊本）　優勝・ 得点王（東京レキオスBS）
- 2012年 第5回 金武町長杯 地球環境スポーツビーチサッカーフェスティバル大会（沖縄）　優勝・ MVP（選抜チーム オッタマ・ゲーター）
- 2012年 第7回 全国ビーチサッカー大会（和歌山）　準優勝 （東京レキオスBS）
- 2012年 第1回 FUTEBOLISTA Beach Camp BEACH SOCCER 天下一武道会（静岡）　初代王者
- 2012年 東日本ビーチサッカーリーグ　初代王者・MVP （東京レキオスBS）
- 2013年 第6回 金武町長杯 地球環境スポーツビーチサッカーフェスティバル大会（沖縄）　優勝（選抜チーム オッタマ・ゲーター）
- 2013年 第8回 全国ビーチサッカー大会（沖縄）　優勝 （東京レキオスBS）
- 2013年 東日本ビーチサッカーリーグ　優勝 （東京レキオスBS）
- 2014年 第9回 全国ビーチサッカー大会（岡山）　優勝 （東京レキオスBS）
- 2014年 東日本ビーチサッカーリーグ　優勝 （東京レキオスBS）
- 2014年 ビーチサッカー関東リーグ　優勝　（東京レキオスBS)
- 2015年 第10回 全国ビーチサッカー大会（兵庫）　準優勝 （東京レキオスBS）
- 2017年 第12回 全国ビーチサッカー大会 (兵庫）　3位 (ヴィアティン三重BS）
- 2021年　FIFAビーチサッカーワールドカップロシア2021 準優勝

## 指導歴
- 2011年　東京レキオスBS　監督兼選手
- 2017年-2023年8月　ヴィアティン三重BS 監督兼選手
- 2020年-2024年2月　ビーチサッカー日本代表　コーチ兼代行監督
- 2021年　ビーチサッカーワールドカップロシア2021 コーチ兼監督代行
- 2024年　ビーチサッカーワールドカップUAE2024 コーチ兼監督代行
- 2024年5月-　ビーチサッカー日本代表監督

## エピソード
- 小中学生の頃はキャプテン翼の影響を受けて、登校中もボールをドリブルしながら学校に行っていた。しかしサッカーを始めたきっかけは兄の影響が大きく関わっていると語っています。
- 中学時代にサッカーの試合中に手首を骨折した。手首内に固定具の針金が入っていて、まだ骨が付いていてない状態で、重要な大会だったこともあり、試合にギブスを外し強行出場した。ビーチサッカー選手時代には足の指を骨折した際にも痛みを我慢して強行出場したことがある。本人曰く、よく言えば痛みに強い、悪く言えば痛みに鈍感とも言えると語っていた。
- 若い頃は豚骨ラーメンをこよなく愛し、食べに行くと替え玉を必ず５回以上が当たり前だったとか。
- 20代の頃、レバ刺しが好きすぎて、100人前食べられるか挑戦したことがある。
- 自宅では必ず最後にお風呂に入り、あがる際は浴室全体を拭きあげるという徹底ぶり。これはカビが生えるのが絶対に嫌な性格とのこと。
- サッカーを26歳で引退してから2年後の28歳にビーチサッカーを始めました。わずか３ヶ月でビーチサッカー日本代表に選出された、これは最速記録です。そしてW杯8大会連続出場と40歳で引退するまでビーチサッカー日本代表に選ばれ続けた。引退後すぐの2020年にはビーチサッカーナショナルコーチングスタッフに就任、コーチと代行監督を兼任、そして、2024年には監督に就任し、選手とスタッフでのW杯出場はセーシェル大会を入れ11大会連続出場となった。
- ビーチサッカー日本代表監督に就任してから新しい戦術を積極的に取り入れた。戦術をツールというワードに変換し、言語化にも着手し、チェスを始め様々な用語を取り入れ、ビーチサッカー界に革新的な戦術を取り入れた。

## 出演
- ニコニコ動画 ライブ中継（2010年9月20日）

### テレビ
- neo sports（2009年10月25日、2009年11月8日、2009年11月28日、テレビ東京）
- 報道ステーション（2009年11月17日、テレビ朝日）
- みのもんたの朝ズバッ!（2009年11月18日、TBSテレビ）
- めざましテレビ（2009年11月20日、フジテレビ）
- RYUスポ RYUスポ新春スペシャル おきなわアスリート大集合（琉球放送）
- るんるテレビ
- 天才てれびくん フダケリ ワルズの逆襲（2012年10月8日NHK Eテレ）
- 天才てれびくん フダケリ ワルズの逆襲（2012年10月15日、NHK Eテレ）
- フジテレビNEXT ライブ・プレミアム・サッカー日本代表 TV（2013年1月31日、フジテレビ）
- COOL JAPAN FOOTBALL（2013年9月15日、フジテレビ）
- NHK おはよう日本（2013年9月20日、NHK総合
- FIFAビーチサッカーワールドカップ2013総集編（2013年10月15日、フジテレビ）
- BOOKSTAND.TV ニッポンお仕事図鑑～匠の仕事場～（2016年8月6日 BS12）
- BOOKSTAND.TV